# NGC 6487
NGC 6487 је елиптична галаксија у сазвежђу Херкул која се налази на NGC листи објеката дубоког неба.
Деклинација објекта је + 29° 50' 19" а ректасцензија 17h 52m 41,7s. Привидна величина (магнитуда) објекта NGC 6487 износи 12,2 а фотографска магнитуда 13,2. NGC 6487 је још познат и под ознакама UGC 11022, MCG 5-42-8, CGCG 171-14, PGC 61039.